# Нюпорт (Вашингтон)
Вижте пояснителната страница за други значения на Нюпорт.
Нюпорт (на английски: Newport) е град в окръг Панд Орей, щата Вашингтон, САЩ.
Има население от 1921 жители (2000) и обща площ от 2,7 km². Намира се на 653 m надморска височина. ЗИП кодът му е 99156, а телефонният му код е 509.